# Referendum in Haiti im Februar 1935

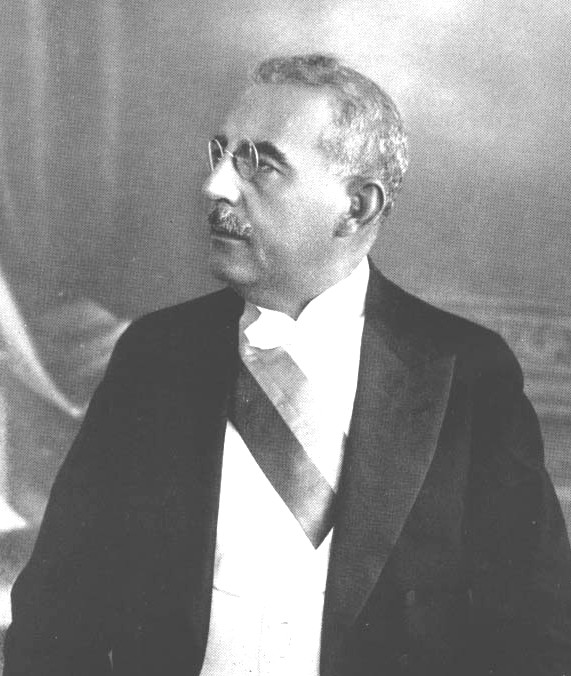
Präsident Sténio Vincent

Das Referendum in Haiti im Februar 1935 fand am 10. Februar 1935 statt. Die Einwohner Haitis waren aufgerufen, dem Präsidenten erweiterte wirtschaftliche Kompetenzen einzuräumen.

## Hintergrund
Während der Besetzung Haitis durch die Vereinigten Staaten von 1915 bis 1934 war Sténio Vincent im November 1930 zum Präsidenten des Landes gewählt worden. Er amtierte bis in das Jahr 1941, indem es ihm gelang, seine verfassungsgemäß begrenzte Amtszeit durch Volksabstimmungen zu verlängern.
Auch nach Beendigung der amerikanischen Besetzung kontrollierten die Vereinigten Staaten aufgrund vertraglicher Vereinbarungen weiterhin das Wirtschaftsleben Haitis praktisch vollständig. Nachdem der Senat am 27. November 1934 den Kauf der Banque d'Haïti durch die Regierung für 1 Million Dollar abgelehnt hatte, verfolgte Präsident Vincent weiterhin das Ziel, Haitis Unabhängigkeit auch im wirtschaftlichen Handeln wieder herzustellen. Er setzte deswegen am 14. Januar 1935 einen Volksentscheid an, mit dem er sich alle wirtschaftlichen Kompetenzen übertragen lassen wollte. Am 18. Februar 1935 setzte er elf dagegen opponierende Senatoren ab. Diese hatten darauf hingewiesen, dass die Abstimmung gemäß Artikel 84 der Verfassung (Regeln für Verfassungsänderungen) nicht zulässig sei.
Die Abstimmungsfrage lautete: „Wollen Sie, dass Ihre Vertreter die vom Präsidenten der Republik in seiner Rede vom 27. November 1934 in Cap-Haïtien empfohlenen Maßnahmen annehmen, die insbesondere darauf abzielen, das Land von jeglicher ausländischer Finanzkontrolle zu befreien und mit seiner völligen Unabhängigkeit die Verbesserung seiner wirtschaftlichen Lage zu gewährleisten?“

## Ergebnis und Folgen
Als offizielles Ergebnis wurden 454.357 „Ja“-Stimmen bei 1.172 Gegenstimmen bekanntgegeben.
Trotz des Vorhabens des Präsidenten endete der amerikanische Einfluss auf die haitianische Wirtschaft erst im Jahr 1947. Die Vereinten Nationen und das Außenministerium der Vereinigten Staaten stellten fest, dass die haitianische Landbevölkerung, die 90 Prozent der Bevölkerung des Landes ausmachte, „nahe am Hungertod“ lebte.